# Венёвка
Венёвка — река в России, протекает в Венёвском районе Тульской области. Правый приток реки Осётр. Исток реки близ села Бобровка. Устье реки находится в 167 км по правому берегу реки Осётр, близ села 2-е Свиридово. Длина реки Венёвки составляет 32 км. Площадь водосборного бассейна — 354 км².
Высота устья — 143 м над уровнем моря.
Система водного объекта: Осётр → Ока → Волга → Каспийское море.

## Притоки (км от устья)
- 1,4 км: река Сухой Осётр (лв)
- 21 км: река без названия, у села Гати (лв)

## Населённые пункты
Вдоль течения реки расположены следующие населённые пункты (от истока до устья): Борзовка, Сливки, Щепиловка, Гати, Вотчинка, Берёзово, Венёв, Каменный, Свиридовский, 2-е Свиридово.

## Происхождение названия
По поводу происхождения названия реки существует несколько гипотез. Согласно официальной версии, гидроним Венева (ныне Венёвка) произощёл от древнерусского глагола вить, извиваться (этот глагол характеризует извилистость русла реки). Однако, есть и другие версии. Исследователь Л. Н. Рыжков полагает, что река получила название от славянского слова венед, которое в свою очередь произошло от европейского слова Венера. Краевед Д. Г. Гедеонов в середине XIX века высказывал мнение, что здешние поселенцы словом венева называли берёзу.
От реки Венёвы получили название город Венёв, Венёвский район и Венёвская улица в Москве.

## Данные водного реестра
По данным государственного водного реестра России относится к Окскому бассейновому округу, водохозяйственный участок реки — Ока от города Кашира до города Коломна, без реки Москва, речной подбассейн реки — бассейны притоков Оки до впадения Мокши. Речной бассейн реки — Ока.
Код объекта в государственном водном реестре — 09010101912110000022794.